# Kerochariesthes fulvoplagiata
Kerochariesthes fulvoplagiata là một loài bọ cánh cứng trong họ Cerambycidae.